# Maximteatern
Résidence
Le Maximteatern  est un théâtre situé rue Styrmansgatan dans le quartier d'Östermalm à Stockholm.

## Histoire
Le Maximteatern est un théâtre privé populaire est ouvert depuis les années 1960.
Initialement nommé Karlaplansstudion, il a été conçu comme une salle pour les projections de films.
Le bâtiment a été construit en 1945-46 par l'architecte Ernst Grönvall.
Il était à l'origine utilisée comme studio par la radio suédoise qui diffusait les émissions de radio populaires Karusellen (Le Carrousel) et Frukostklubben (Le Club du petit-déjeuner) jusqu'aux années 1940 et 1950.
En 1963, les Beatles y ont joué leur premier concert en dehors du Royaume-Uni et de l'Allemagne ; la performance a été incluse dans l'album de compilation Anthology 1 en 1995. En 1967, le studio a été transformé en théâtre et en salle de cinéma, mais à partir des années 1970, il a fonctionné exclusivement comme théâtre.
Dans les années 1980, la compagnie Limabrall a repris la direction du Maximteatern. Derrière Limabrall se trouvaient Lill Lindfors, Magnus Härenstam, Brasse Brännström et Aller Johansson, tous des noms bien connus du monde du divertissement suédois.
Des productions telles que SPÖK, Omaka par (Le Couple bizarre), Skål (À la vôtre) et Arsenik och gamla spetsar (Arsenic et vieilles dentelles) ont compté parmi les productions les plus réussies des années 1980 et 1990.